# Øyafestivalen
Øyafestivalen (auch kurz Øya, deutsch Inselfestival) ist ein norwegisches Musikfestival, das erstmals 1999 stattfand. Die auftretenden Musiker stammen zumeist aus den Genres Pop und Rock. Das Festival ist das größte Musikfestival des Landes und hatte im Jahr 2019 eine Kapazität von etwa 17.000 täglichen Besuchern. Es wird heute meist Anfang August ausgerichtet.

## Geschichte
Erstmals wurde das Festival im Jahr 1999 abgehalten. Es fand Ende Juni auf der Insel Kalvøya in der westlich von Oslo liegenden Kommune Bærum statt. Der Name Øyafestivalen wurde vom Veranstaltungsort abgeleitet. Zuvor fand auf der Insel das schließlich eingestellte Kalvøyafestivalen statt. Die Besucherzahlen wurden im ersten Jahr mit etwa 1250 angegeben und es traten unter anderem Madrugada, WE und Gluecifer auf. Nach zwei Jahren zog das Festival in die Parkanlage Middelalderparken in Oslo um. Dort fand die Veranstaltung bis 2013 statt, bevor sie 2014 erstmals im ebenfalls in Oslo gelegenen Tøyenparken ausgerichtet wurde. Im Jahr 2019 erzielten die Veranstalter Einnahmen von rund 52 Millionen NOK. Die Ausgaben der Jahre 2020 und 2021 mussten aufgrund der COVID-19-Pandemie abgesagt werden.
Mit der Zeit traten neben norwegischen Künstlern auch internationale Stars wie Yoko Ono (2006), Kanye West (2011), Björk (2012), Christine and the Queens (2016) sowie St. Vincent und Kendrick Lamar (jeweils 2018) auf.